# Thabena stali
Thabena stali är en insektsart som beskrevs av Melichar 1906. Thabena stali ingår i släktet Thabena och familjen sköldstritar. Inga underarter finns listade i Catalogue of Life.